# Constante de Jinchin

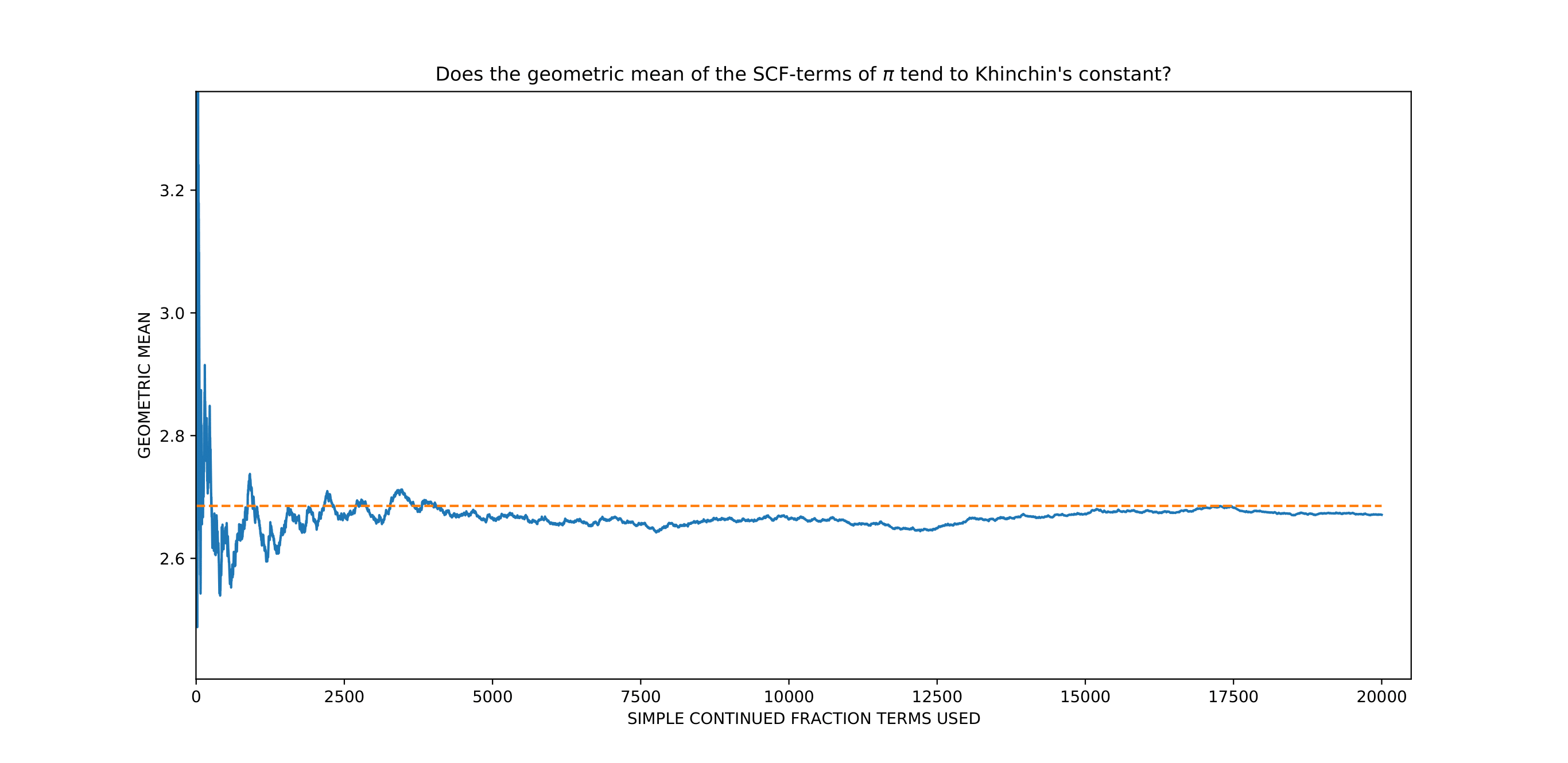
Cálculo de la constante de Khinchin con los primeros términos de la expansión de la fracción continua de π.

En teoría de números, la constante de Jinchin, debida a Aleksandr Jinchin es una constante demostrada para casi todos los números reales x. Tomando los coeficientes ai de la expansión de la fracción continua del valor x, este tiene una media geométrica finita que es independiente del valor de x.
Es decir, para
{\displaystyle x=a_{0}+{\cfrac {1}{a_{1}+{\cfrac {1}{a_{2}+{\cfrac {1}{a_{3}+{\cfrac {1}{\ddots }}}}}}}}\;}
es casi siempre cierto que
{\displaystyle \lim _{n\rightarrow \infty }\left(a_{1}a_{2}...a_{n}\right)^{1/n}=K_{0}}
donde {\displaystyle K_{0}} es la constante de Khinchin
{\displaystyle K_{0}=\prod _{r=1}^{\infty }{\left(1+{1 \over r(r+2)}\right)}^{\log _{2}r}\approx 2.6854520010\dots } (sucesión A002210 en OEIS)
(con {\displaystyle \prod } denotando el producto sobre toda la sucesión de términos).